# 稲川英雄
稲川 英雄（いながわ ひでお、1924年12月31日 - 2004年3月5日）は、日本のアナウンサー。
東京都中央区出身。

## 略歴
- 1951年10月 - TBSの前身である「ラジオ東京」の第1期アナウンサーとして入社[5][6]、放送界入り。
- 1980年1月 - TBSを定年退職[2][3]。
- 2004年3月5日 - 心不全で死去[1]。

## 人物
日本橋生まれ。『テレビ演芸会』『素人うた合戦』等を担当。更に、1953年12月、三原山大爆発リポートを担当。1966年1月にラジオ営業局JRN業務部、1967年2月にラジオ局放送部、1967年7月に第一制作部、1968年9月に第二制作部に所属、ラジオ交通情報の初代ヘリリポーターを務める。1969年3月にはテレビ制作局第二制作部兼テレビ編成局放送部、1970年3月にはテレビ本部編成局放送部、1970年9月には開発室に在籍した後、1972年12月に審議室委員に。1973年11月には調査局審査部、1974年2月には人事室開発センターに在籍した後、1974年3月、福島テレビに出向し、FTVテレポートのキャスターを担当した。1976年4月、TBSに戻り、テレビ本部パッケージ事業室、1976年11月、テレビ本部編成局編成部に在籍後、1980年1月、TBSを定年退職。
TBSを定年退職後、中国広播公司の招聘を受けて台湾台北市に渡り自由中国の声（現・台湾国際放送）の日本語放送アナウンサー、初めて日本語による国慶節の実況放送を行う。1985年10月にはラジオ韓国日本語班の校閲委員・アナウンサーも担当した。日本に帰国後は、台湾国際放送のリスナークラブ（玉山クラブ）の会長を務めるなど、リスナーの集いの開催や国際放送の発展に尽力していた。

## 出演番組
- 科学の眼（1953年、TBSラジオ）[2][3]
- 極楽演芸館（TBSラジオ）[3]
- 科学への招待（TBSラジオ）[3]
- 素人うた合戦（1956年、TBSラジオ）司会 - 1957年にはテレビと同時放送[2][3][4]。
- テレビ演芸会（1956年、TBSテレビ）司会[2][3][4]
- これはなんでしょう（1962年、TBSテレビ）[2][3]
- 交通情報（1967年、TBSラジオ）初代ヘリリポーター[2]
- FTVテレポート（1974年10月 - 1976年3月、福島テレビ）キャスター[8]